# Norrländska mål

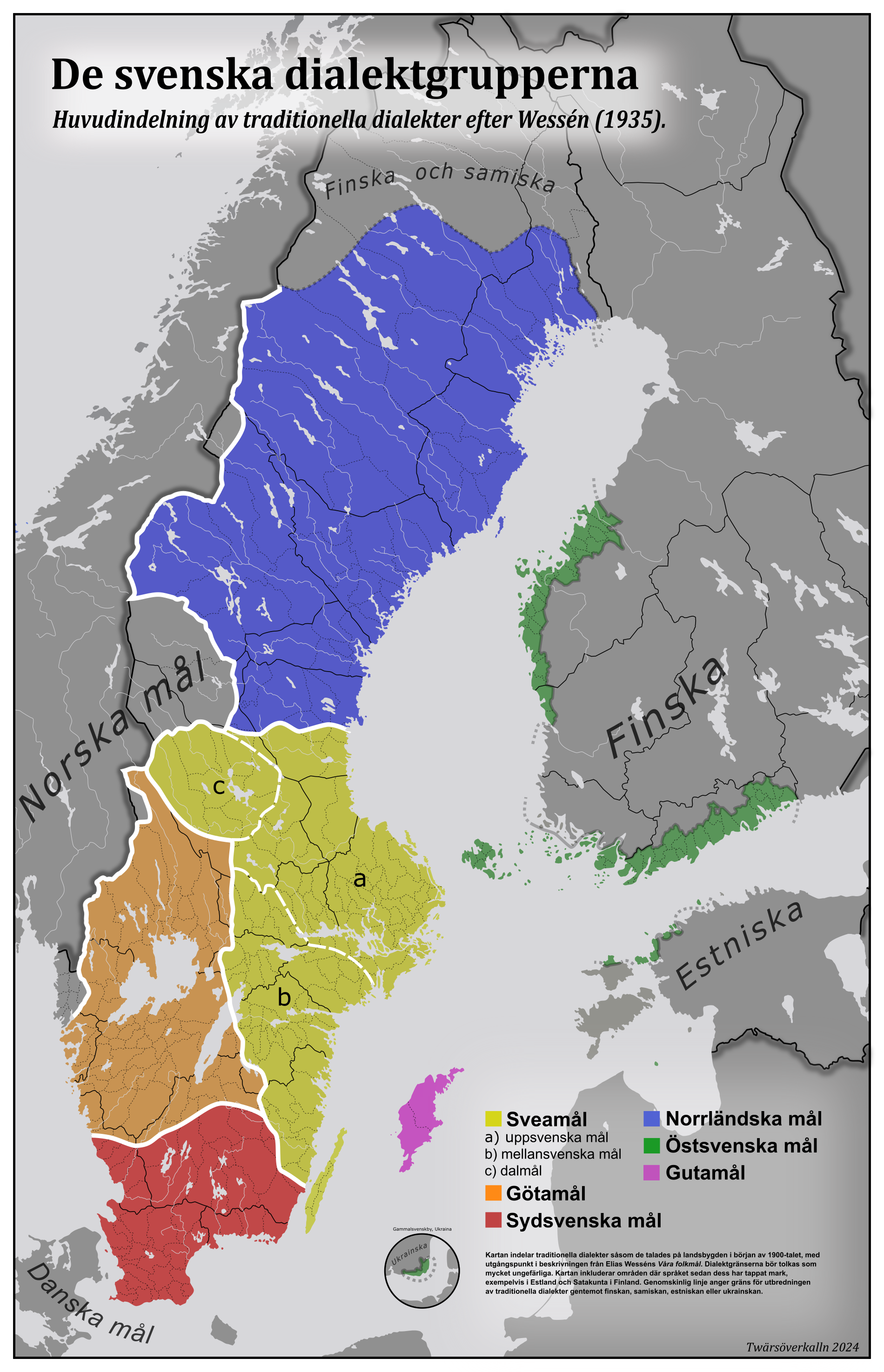
Traditionella svenska dialektområden enligt Elias Wessén, med norrländska mål i blått.

Norrländska mål är ett av det svenska språkområdets sex olika traditionella dialektområden. Det omfattar svenska dialekter i huvudparten av Norrland utom i Gästrikland och södra Hälsingland, där sveamål talas. Undantag är också traditionella folkmål från Härjedalen och nordvästra Jämtland (Frostvikens socken), som traditionellt brukar räknas som varianter av den norska dialekten trönderska, medan jämtskan i övrigt betraktas som norrländskt mål präglat av att vara mellanled mellan de dialekter som talas vid den norrländska kusten och trönderskan i Trøndelag i Norge.
De traditionella norrländska målens sydgräns mot sveamålen går genom Hälsingland, så att de nordhälsingska målen räknas till de norrländska dialekterna och de sydhälsingska till de uppsvenska målen, bland annat eftersom mellersta Hälsingland ungefär utgör sydgräns för den vokalbalans som karaktäriserar norrländska mål. En alternativ dragning följer Medelpads sydgräns.
Svenskans gamla nordgräns i Norrbottens kustland följde i stort sett den östra och norra gränsen för Nederkalix och Överkalix socknar. I lappmarkerna gick en ungefärlig språkgräns från nordspetsen av Överkalix socken i en båge mot söder till Porjus, varefter den följde Stora Luleälv till gränsen mot Norge.
De svenska dialekter som har sitt ursprung i fornnordiskan ska inte förväxlas med de finsk-ugriska språk (nord- och sydsamiska samt meänkielidialekter) som funnits mycket längre i åtminstone de nordligaste delarna av Norrland. Dessa språk har många lånord från nordiska språk, medan det finns få exempel på det omvända. Dock finns några studier som diskuterar möjligheten att vissa särdrag i nordskandinaviska dialekter, inklusive finlandssvenska, tornedalssvenska, norrländska och nordnorska mål, härrör från assimilering av finsk- och samisktalande personer i nordisktalande kultur.

## Historiska rötter
De norrländska målen har uppkommit genom påverkan från dels det norska (västnordiska) Tröndelag, dels det uppsvenska (östnordiska) området i söder. Det västliga inflytandet verkar ha varit särskilt starkt under århundradena före och i början av vikingatiden. Växelverkan mellan västnordiskt och östnordiskt fortsatte sedan under hela medeltiden. När det norrländska området alltmer kom under centralsvensk påverkan under nya tiden försvann många västliga drag. Det starka västliga inflytandet lever kvar bland annat i de många ortnamn som slutar på -ånger (vik). Även sockennamn som Skön och Indal har västligt ursprung. Norrbottensmålen är i mindre utsträckning än övriga norrländska dialekter påverkade västerifrån. Störst västlig/norsk - eller, om man så vill, minst sydlig/uppsvensk - påverkan finns i Jämtmålen.
Vissa norrländska mål, i synnerhet de mellan Umeå till Kalix, skiljer sig mer än rikssvenska gör i förhållande till norska och danska. De har till exempel behållit kasusformerna dativ och ackusativ, i likhet med till exempel färöiska och isländska, samt många av de diftonger som användes i fornnordiskan.

## Kännetecknande särdrag
Precis som när det gäller andra folkmål är det svårt att dra några skarpa gränser för de norrländska målen. Utbredningsområdena för olika karaktäristiska företeelser har olika gränser (isoglosser), vilket framgår av nedanstående sammanställning av fenomen som anses typiska för de norrländska målen.

### Vokalbalans och apokope

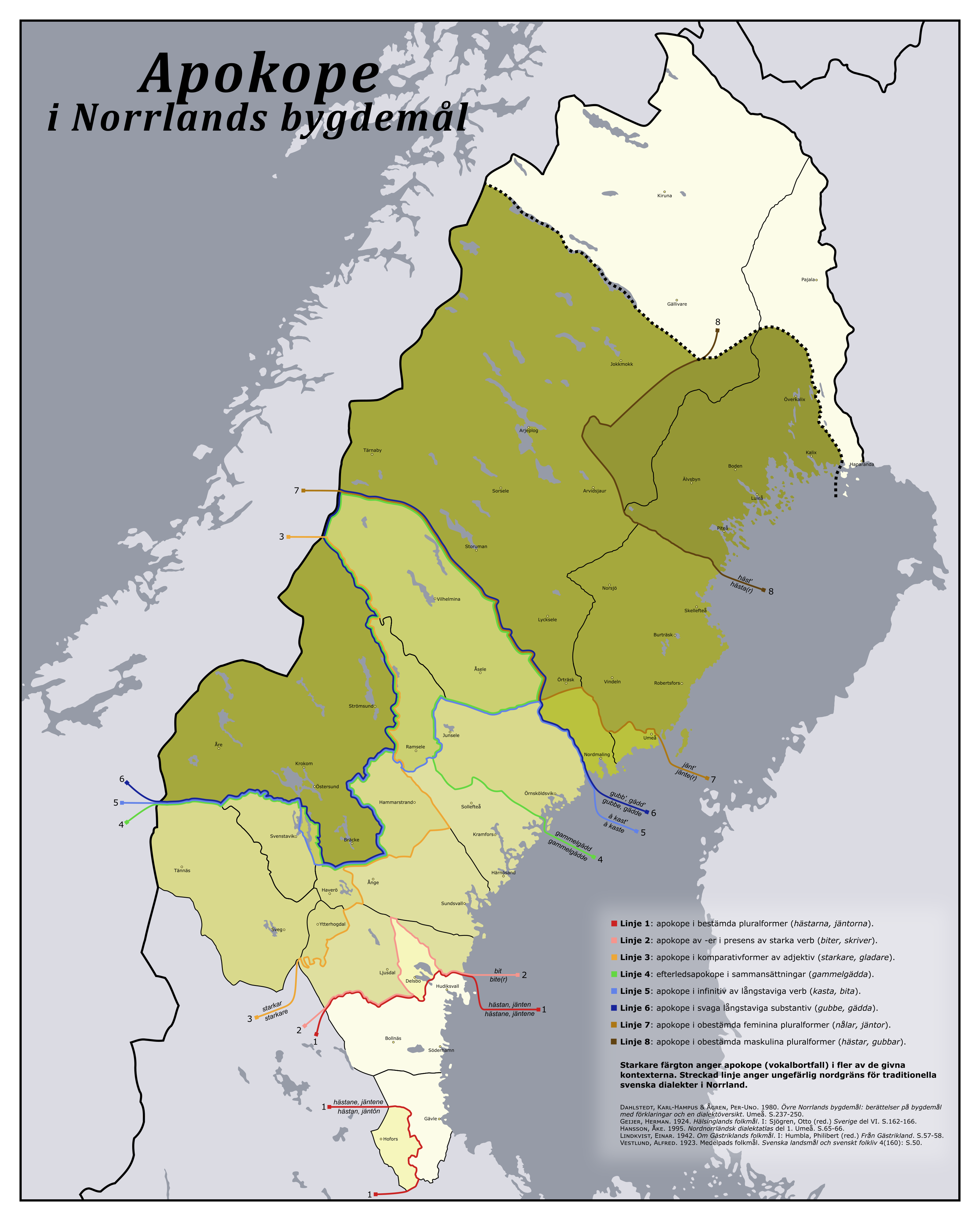
Karta över apokope (vokalbortfall) i traditionella norrländska dialekter, där mörkare grön innebär bortfall i fler språkliga kontexter.

Till skillnad från dagens standardsvenska där alla betonade stavelser är långa, kunde stavelser i fornsvenskan vara både långa och korta. I norrländska dialekter utvecklades dessa stavelsetyper på olika sätt, vilket ledde till olika ljudförändringar. I ord med en ursprunglig lång stamstavelse, reducerades ändelsevokalen eller föll bort helt (apokope). Reducering är det vanliga i sydnorrländska dialekter, t.ex. i infinitiven av verb (/a/ > /ə/ eller /æ/), t.ex. kaste ‘kasta’. Apokope är det vanliga i nordnorrländska dialekter och i Jämtland, t.ex. kast eller vanligare kaast, med bevarad tvåtoppig ordaccent (så kallad cirkumflex accent). I ord med en ursprunglig kort stamstavelse skedde inga sådana reduceringar eller bortfall, t.ex. taḷa ’tala’ (< fornsvenska tăla). Detta stavelselängdsbetingade ändelsesystem kallas inom dialektologin för vokalbalans.
Vokalbalansen genomsyrar hela det grammatiska systemet. Utöver verbens infinitivändelser återfinns vokalbalansen också i substantivböjningen, där den påverkar så kallade svaga maskuliner och svaga femininer, t.ex. i lulemålet bääkk ’backe’ (< fsv. oblika bakka kontra po:sa ‘påse’ (med förlängd stamvokal, från fsv. pŭsa); kḷookk ‘klocka’ (< fsv. klokku) kontra lö:do ‘lada’ (< fsv. lăþu)

#### Utbredning
Vokalbalans finns i ett stort sammanhängande område i Nordskandinavien som täcker hela det norrländska dialektområdet (förutom norra Hälsingland), i Härjedalen och i övre Dalarna. Utanför Sverige återfinns det i Österbotten i Finland och i Østlandet, Trøndelag och del av Nordland i Norge. Det finns även i flera östsvenska dialekter i södra Finland och i Estland. Dialekterna i Hälsingland bevarar i regel äldre -a, t.ex. kasta. Det finns belägg för att vokalbalansen tidigare varit mera spridd, t.ex. finns spår av vokalbalans i uppsvenska dialekter och i fornsvenska texter där vokalbalans finns så långt söderut som i östra Småland.

#### Apokope
Den norrländska apokopen har en liknande utbredning som vokalbalansen, men återfinns längre norrut i ett område ungefärligt motsvarande Lappland, Norrbotten, Västerbotten större delen av Jämtland, delar av norra Ångermanland. I Norge finns den i Trøndelag, delar av Nordland och i Finland i norra Österbotten. Den finns även i andra områden såsom norra Värmland, på Öland och på Jylland i Danmark. Allmän försvagning av ändelsevokaler är dock ett mera spritt fenomen som även finns i Östergötland och Småland samt bokmål och standarddanska.

### Tilljämning
Bland de dialekter som har vokalbalans uppvisar vissa dialekter även tilljämning, en sorts vokalharmoni.
Tilljämningen påverkar ord med en äldre kort stamstavelse, och innebär att vokalerna i stammen och ändelsen assimileras, d.v.s. närmar sig varandra. Tilljämningen är vanligtvis regressiv, d.v.s. det är stamvokalen som närmar sig ändelsevokalen, men progressiv tilljämning finns även i dialekter i Norge och Dalarna.

Tilljämningen har sitt intensitetscentrum i Östnorge, Trøndelag och övre Dalarna, men finns även i norrländska dialekter. Till exempel har stamvokalen /a/ i den fornsvenska oblika formen lăþu ’lada’ i många dialekter höjts och rundats och därmed närmat sig ändelsevokalen, t.ex. i lulemålet till /ø/: lödo, i  jämtska dialekter med full assimilation till /ʉ/: ludu.
I sydvästerbottniska dialekter är det vanligt med tilljämning till /i/, t.ex. i supinumformer såsom  lissi ‘läsit’ (< fsv. læ̆sit) och skyri ‘skurit’ (< fsv. skŭrit, skŏrit)..

### Bibehållet/a/före/rð/
I de flesta norrländska dialekter har fornsvenskt /a/ bibehållits före konsonantklustret /rð/ (vilket i sin tur har övergått i s.k. tjockt l /ɽ/, en retroflex flapp).
Detta skiljer sig från standardsvenska samt sydligare dialekter, där /a/ har övergått i /o/ (d.v.s. å) i denna kontext.
Ett exempel på detta är aḷ ’årder’ (< fsv. arþer) samt svaḷ ‘svål’ (< fsv. svarþ) från Torp i Medelpad.. Jämtland saknar detta drag, och har deltagit i övergången från /a/ till /o/ (eller diftongerat /au̯ ~ ou̯/), t.ex. jämtska vååḷ ‘varda, bli’ (< fsv. varþa); jämför östra Ångermanland vaḷ(e).
Det finns vissa ord som utgör undantag till denna regel, framför allt ordet gård, vilket är  gåḷ i större delen av Norrland (< fsv. garþer), sannolikt på grund av påverkan från standardspråket.
Bibehållet /a/ delas också med dialekterna i Österbotten i Finland i öst, och med dialekterna i övre Dalarna och i Norge i (syd)väst.

### Norrländsk förmjukning
I nästan alla dialekter av svenska genomgick de fornsvenska konsonanterna /ɡ/, /k/, och klustret /sk/ palatalisering (”förmjukning”) framför främre vokaler i början av ord. Till skillnad från i standardsvenskan inträffade samma förändring i norrländska dialekter, men även i mitten av ord, vilket ledde till /ɡ/ > /j ~ dʑ/ ((även ingående i klustret /ŋɡ/); /k/ > /tɕ/; /sk/ > /ʂ ~ stɕ/, e.g. Arnäs (Ångermanland) rôjjen ‘rågen’ (< fsv. rŭgin); Älvsbyn (Norrbotten) fåḷtje ‘folket’ (< fsv. folkit); Burträsk (Västerbotten) fissjen ‘fisken’ (< fsv. fiskin).
Norrländsk förmjukning är i synnerhet vanligt i bestämd form av maskulina och neutrala substantiv, såsom i exemplen ovan. I många norrländska dialekter har dock förmjukningen varit på tillbakagång på grund av analogi från oförmjukade (opalataliserade) besläktade former i samma böjningsparadigm, således är bestämd form av ’fisk’ på burträskmål antingen förmjukat fissjin eller oförmjukat fisken. I ord där det inte finns några oförmjukade besläktade former är palataliseringen mera robust, t.ex. myttje ’mycket’ (< fsv. mykit).
Den norrländska förmjukningens södra gräns går genom Uppland, Västmanland och Värmland i Svealand. Förmjukningen är också vanlig i dialekter i större delen av Norge utom i sydöst, samt i dialekter i Svenskfinland främst i Österbotten, östra Åland, Åboland (utom Nagu och Pargas) samt östra Nyland (Pernå till Pyttis). Det finns också indikationer på att förmjukningen tidigare sträckt sig mycket längre söderut ner i Södermanlands och Östergötlands skärgårdar.

### Betoning i sammansatta ord
I många norrländska dialekter ligger huvudbetoningen i sammansatta ord på den senare leden, t.ex. i Ångermanland neverˈtak ’nävertak’ eller veaˈkast ’vedkast’. Denna typ av betoning återfinns främst i Ångermanland och Norrbotten, men finns även längre söderut i Uppland och på Södertörn, samt på västra Åland. Liknande betoningsfenomen finns även i västra Nyland i Finland, samt i Skåne och södra Halland.

### Användning av bestämd form
Norrländska dialekter är kända för att använda bestämd form i högre utsträckning än vad standardsvenska gör, där motsvarande form ofta är ett s.k. naket substantiv.
Ett av de huvudsakliga användningsområdena för bestämd form är med oräknebara substantiv, pluraler och singularer som betecknar en obegränsad mängd. Lars-Olof Delsing kallar av denna anledning bruket för ”partitiv” artikel eftersom användningen har i princip samma funktion som den partitiva artikeln på franska. Östen Dahl kallar i stället användningen för ”non-delimited use” (ung. ”oavgränsad användning”).
Exempel på denna användning är t.ex. soddä svejjrôgen ’sådde svedjeråg’ (Arnäs (Ångermanland), väärm mjölka ’värma mjölk’ (Skellefteå, norra Västerbotten). Denna utvidgade användning av bestämd form är vanlig i dialekterna i Västerbotten, Norrbotten, Ångermanland, Jämtland och i de så kallade nybyggarmålen i Lappland. Det finns även belagda exempel från Medelpad. Utöver Norrland är användningen också vanlig i Ovansiljan i övre Dalarna, och i Österbotten i Finland.
Bestämd form används även vid s.k. allmän betydelse, när talaren gör ett allmänt påstående om substantivet i fråga, t.ex. guld är dyrt. Det används även vid citat, t.ex. he kall ve fö sjanostn ’det kallar vi för sandost’. Denna användning av bestämd form är ännu mera spridd och finns även, utöver områdena som listas ovan, även i Värmland, södra Finland och delar av Norge.
Östen Dahl listar även ett antal andra sammanhang där bestämd form används, t.ex. efter räkneord: tre brödren ’tre bröder’ (Sorsele, södra Västerbotten); i s.k. ”svagt referentiell betydelse” i singular, t.ex. vi hadd hästn ’vi hade häst’ (Burträsk, norra Västerbotten). I dessa fall är det inte referenten som är det viktiga, utan snarare det att äga en häst. Utöver dessa används bestämd form ofta i instrumentella satser, t.ex. ät såppa ve skea ’äta soppa med sked’ (Bjurholm, övergångsmål mellan Västerbotten och Ångermanland), och i ett antal andra sammanhang.

### Artikel före egennamn
Norrländska dialekter begagnar en s.k. prepropriell artikel före egennamn, vilket fungerar som en bestämd artikel för förnamn, efternamn och släktskapsord.
I norrländska dialekter är den prepropriella artikeln i regel identisk med den obetonade formen av personliga pronomen i tredje person, i vilka de även har sitt historiska ursprung: (e)n i maskulinum och a i femininum, t.ex. n Erik eller a Anna. I många dialekter är artikeln oböjlig, men i dialekter med en bevarad dativ kan artikeln ha en dativform.
Den prepropriella artikeln används när egennamnet fungerar som argument, men inte i när den är utgör predikatsfyllnad (t.ex. efter heta, kallas): han het Erik ’han heter Erik’ (inte *han het en Erik). Artikeln används inte heller i vokativa konstruktioner vid tilltal: Anna, vars ä du? ’Anna, var är du?’ (inte *A Anna, vars ä du?).
Den prepropriella artikeln är obligatorisk i alla traditionella dialekter i Norrland förutom i Hälsingland och Gästrikland. Den finns även i västra Dalarna och i norra Värmland. Den är också vanlig i större delen av Norge, förutom i de sydligaste delarna.

### Bortfall av presensändelse i starka verb

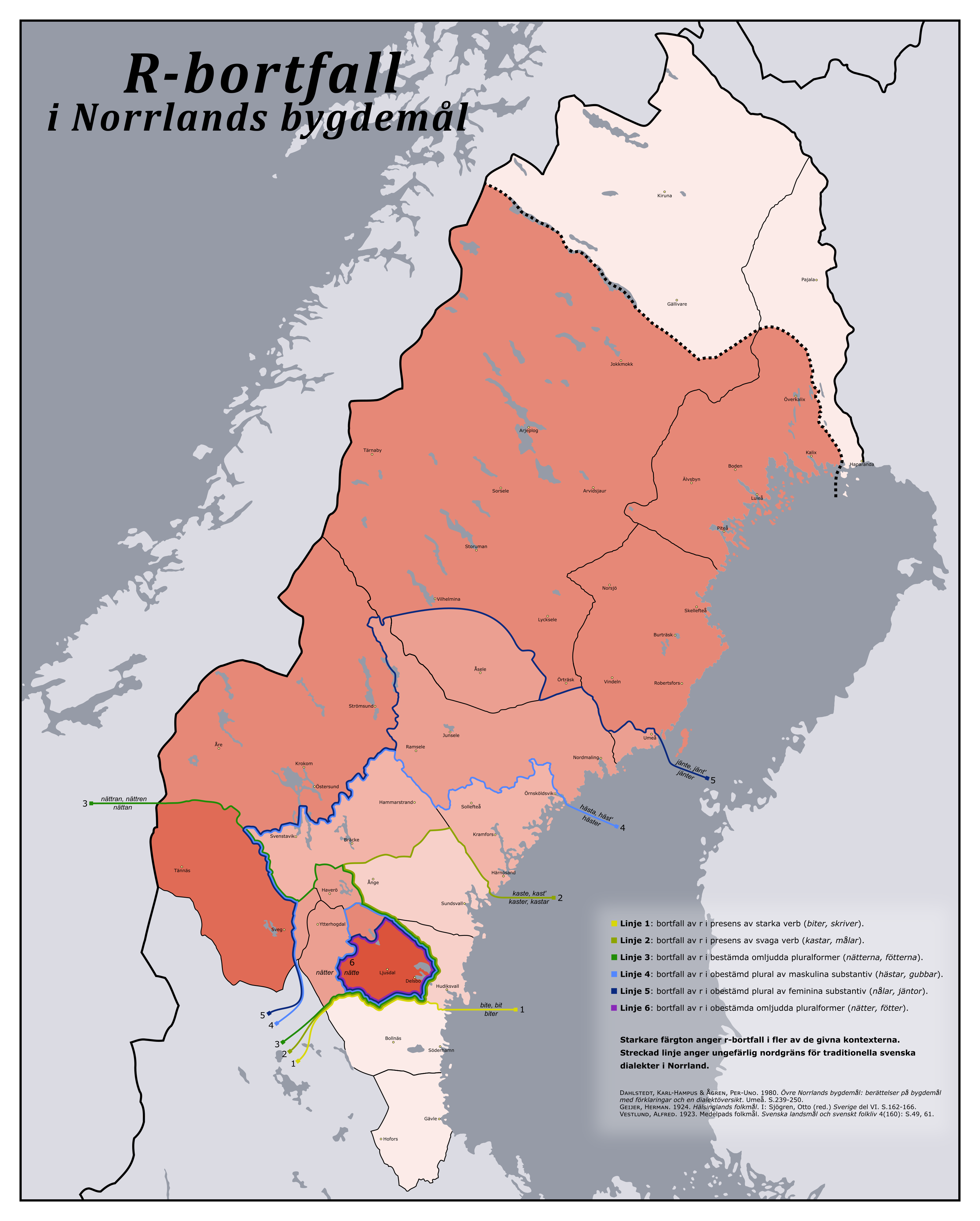
Bortfall av //r// i traditionella norrländska dialekter, där bortfall av presensändelsen-er markeras med streck 1 i gult.

Norrländska dialekter saknar presensändelsen -er i starka verb, t.ex. han bit ’han biter’, eller han spring ’han springer’. 
Detta är karakteristiskt för alla traditionella dialekter i Norrland, och sydgränsen för draget går igenom Hälsingland, så att norra Hälsingland har han bit, men södra Hälsingland han bite. Draget finns även i övre Dalarna och i Trøndelag i Norge.

### Sammansättningar med adjektiv
I norrländska dialekter är sammansättningar mellan adjektiv] och substantiv vanligare än i standardsvenska och i sydligare dialekter, och har en annan betydelsenyans. I standardsvenska har sammansättningen nybilen (till skillnad från den nya bilen) betydelsen ”den nytillverkade bilen”, medan i norrländska dialekter stämmer detta enbart i obestämd form (nybil), medan sammansättningen i bestämd form också kan ha betydelsen ”bilen jag just köpte (i motsats till min gamla bil)”.
Sammansättningar mellan adjektiv och substantiv kan också ske när adjektivet är en mera tillfällig egenskap hos substantivet, snarare än en mer inneboende eller permanent egenskap, t.ex. litn artibåt ’en liten trevlig båt’, lilfåtiståkkar ’en liten fattig stackare’ (Nederkalix, Norrbotten); tôkken gammstygggûbb ’vilken ful gammal man’ (Vilhelmina, södra Västerbotten).
Denna sorts sammansättning återfinns i alla norrländska dialekter, såväl som dialekter i övre Dalarna. Det finns också i viss mån i Österbotten i Finland och i Trøndelag i Norge

### Negationsprefixet o-
I såväl traditionella som moderna norrländska dialekter kan negationsprefixet o- användas med supinumformen av verb för att indikera att händelsen inte ännu har hänt, t.ex. jag har oäte ’jag har inte ätit ännu’. En liknande användning har ny- och tvär-, t.ex. han har nykomme ’han har nyss kommit’ eller jag tvärkom ihåg ’jag kom plötsligt ihåg’. Den senare kan som exemplet visas också användas med fler verbformer, medan o- och ny- enbart kan konstrueras i perfekt med verbets supinumform. Konstruktionen med o- accepteras även av talare i Österbotten i Finland och av äldre talare så långt söderut som Gräsö i Uppland.

### Lexikon
Exempel på ord som är spridda i större delen av det norrländska dialektområdet är hä eller he (lägga, placera), lägda (äng, åker), hänne (här) och na (henne).

## Norrländsk standardsvenska
Även om många karakteristiska drag i de traditionella norrländska målen har börjat försvinna, förekommer följande särdrag i norrlandsstandardsvenskt talspråk (vilket i sin tur har många regionala varianter):

### Prosodi
Norrländsk svenska uppvisar fler ord med accent 1 (akut accent) än i centralsvenska. Detta gäller bl.a. ord med obetonad upptakt (anakrus), d.v.s. när en eller flera obetonade stavelser föregår den betonade som i kopia eller propaganda. Accent 1 förekommer även i en del andra ord såsom motor och början samt i sammansatta efternamn som Lindström och Berglund.
Precis som i traditionella norrländska dialekter har även norrländsk svenska ofta slutledsbetoning i sammansatta ord såsom yllestrúmpor och uteservéring. Detta är i synnerhet vanligt i norra Norrland som i Norrbotten och delar av mellersta Norrland såsom Ångermanland, men ovanligare i Västerbotten.

### Konsonanter
Det är vanligt över hela Norrland att använda s.k. tjockt l i ord som älg och blod. I synnerhet i norra Norrland, i Norrbotten och Västerbotten, används den främre varianten av sj-ljudet [ʂ] i alla ställningar av orden, så att såväl dusch som skiva har samma främre sj-ljud. I stora delar av Norrland är dock bakre sj-ljud [ɧ] vanligt, så långt norrut som uppe i Malmfälten.

### Vokaler
De slutna långa vokalerna /iː yː ʉː uː/ uttalas utan diftongering eller ett avslutande glidljud, dvs. inte som iːʲ yːᶣ ʉːᵝ uːᵝ] som är vanligt i centralsvenska. Däremot får de icke-slutna vokalerna ofta en lätt slutningsdiftongering, i synnerhet i övre Norrland. Detta är i synnerhet vanligt för de långa mellanslutna vokalerna /eː øː/ som får uttalet [ɛeː œøː], men även de mellanöppna /ɛː oː/ kan få liknande uttal [æɛ ɔo].

### Grammatik
Predikatsfyllnaden är ofta oböjd: dom ä int dum (de är inte dumma).

## Indelning

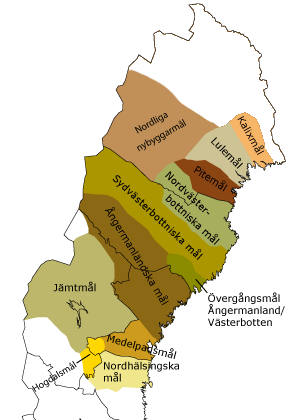
De norrländska dialektområdenas indelning. Kartan är mer detaljerad när det gäller förhållandena i Övre Norrland än för resten av Norrland.

När det gäller att dela upp de norrländska målen i undergrupper finns samma problem som för den övergripande indelningen: olika karaktärsdrag förekommer inom olika områden. Älvdalarna och de medeltida socknarna har dock spelat stor roll för hur målen har utvecklats. Även sådana socknar som bröts ut på 1600-talet, som Överkalix och Burträsk, kan ha starka dialektala särdrag. 
Till lappmarkerna kom svenskan med nybyggare på 1700- och 1800-talen. Alla kom inte från samma plats, och en del hade finska eller samiska som modersmål. Det ledde till både dialektblandning och språkblandning. I merparten av lappmarkerna saknas kustsocknarnas ålderdomliga dialektdrag som dativböjning, diftonger och liknande. Skillnaderna är dock stora mellan olika delar av lappmarken, beroende på nybyggarnas härkomst. Ett visst inslag av samiska lånord finns, både i Lappland och i området närmast nedanför lappmarksgränsen. Ett exempel är ordet koxik för lavskrika. Exempel på finska lånord till norrländska mål är kangro eller kangero (finska kanguri, kankuri vävare; kangas väv), spindel (används från Jämtland och Medelpad upp till Norrbotten) samt mujka, siklöja.
Ett sätt att dela in de norrländska målen är det följande.

### Kalixmål
Området omfattar den medeltida Kalix socken (nuvarande Kalix och Överkalix kommuner).  Liksom andra dialekter i Norrbotten har Kalixmålen många ålderdomliga drag. Flera fornnordiska diftonger har bevarats, liksom gamla konsonantförbindelser som sj, stj och lj. Dativ förekommer, bland annat efter preposition. Verben har åtminstone delvis kvar sina pluralformer.
Kalixmålen indelas i 
- Överkalixmål
- Nederkalixmål

En skillnad mellan dessa är bland annat att de gamla konsonantförbindelserna mb, nd och ng kvarstår i Överkalixmålet, men inte i Nederkalixmålet. Exempelvis heter "kam" kemb i Överkalix, men kap i Nederkalix. Överkalixmålet är mer påverkat av samiska och tornedalsfinska än andra svenska dialekter.

### Lulemål
Lulemål talas inom den medeltida Luleå socken (nuvarande Boden och Luleå kommuner). Det sträcker sig också in i den östligaste delen av Lule lappmark, ungefär upp till Vuollerim.  Det kan indelas i 
- Nederlulemål (i Nederluleå församling)
- Överlulemål (i Överluleå församling)
- Rånemål (i Råneå och Gunnarsby församlingar)

Karaktäristiskt är bland annat en rik förekomst av diftonger. Fornnordiskans ai, au och öy finns bevarade som ei (stein för sten), eo (heok för hök) och oi (hoi för hö). Lulemålet har också många vokaler som avviker från standardspråket. Exempelvis motsvaras riksspråkets i av öi (röis för ris) och u av eo eller eu (heos för hus).

### Pitemål
Pitemål talas inom den medeltida Piteå socken (nuvarande Piteå och Älvsbyns kommuner) samt en bit in i den sydligaste delen av Jokkmokks kommun och i norra Arvidsjaurs kommun i Pite lappmark. Här finns bevarade fornspråkliga drag, som diftonger i ord som stäin (sten), råik ('rök') och göuk ('gök'). Liksom i de andra norrbottniska dialekterna förekommer också mycket sekundär diftongering av långa vokaler, typiskt för pitebygden är bl. a. uttalet oi för äldre långt ӯ (boi för 'by'). Konsonantförbindelserna mb, nd och ng finns ofta kvar, exempelvis i kamb (kam). Speciellt för Pitemålet är att fornsvenskans långa ā har förblivit a framför n, men annars uttalas med ett öppet å. Således heter det la:n ('lån') men bå:t ('båt'). En annan egenhet med pitemål är den rika förekomsten av gamla korta stavelselängder i ord som håva ('hava') eller tjiro ('tjära'), som uttalas med både kort vokal och konsonant och ger pitemålet en "rappare" språkrytm än granndialekterna.

### Nybyggarmål
Nybyggarmål (även nordliga nybyggarmål) avser dialekterna på olika orter i Lappland, dit svenska språket fördes först under tidigmodern tid i samband med att områdena fick permanent bosatta svensktalande nybyggare. Karl-Hampus Dahlstedt begränsar termen ytterligare till de delar av Norrbottens läns inland där de svenska dialekterna inte överensstämmer med något särskilt bygdemål i kustlandskapen. Nybyggarmålen kännetecknas i allmänhet av större inflytande från skriftspråket än dialekterna närmare kusten, såväl som av samiskt inflytande i olika utsträckning och mer blandade dialektformer i förhållande till kustmålen i respektive älvdal. Såsom Dahlstedt & Ågren använder termen menas i synnerhet dialekterna i Jokkmokks och Arjeplogs socknar i Norrbottens län, motsvarande dagens kommuner med samma namn.

### Nordvästerbottniska mål

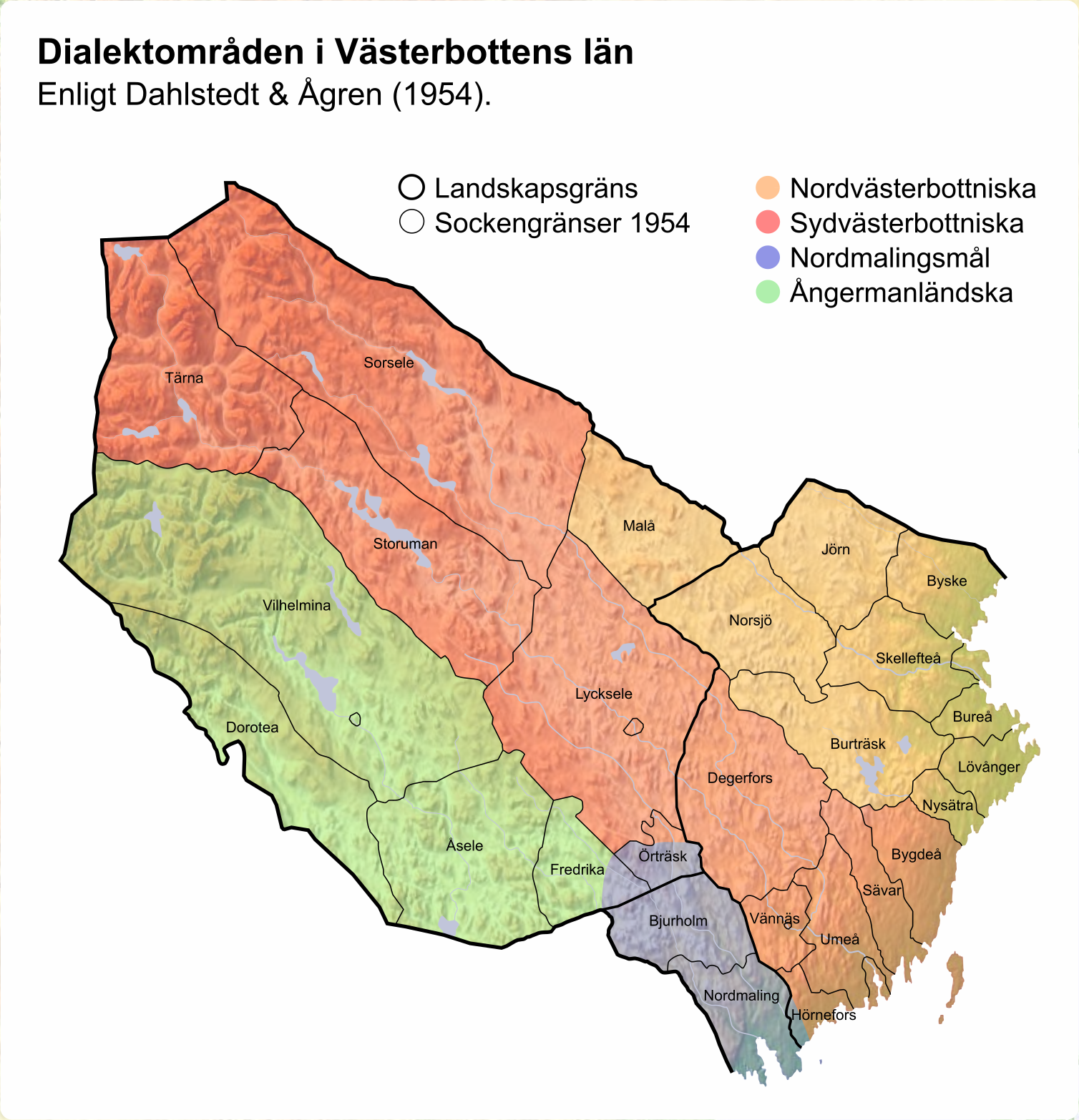
Dialektområden i Västerbottens län

Området omfattar den norra delen av landskapet Västerbotten, främst den medeltida Skellefteå storsocken (inklusive Norsjö), samt en del av Pite lappmark (Malå och Arvidsjaur). Liksom i de norrbottniska kustmålen finns här många ålderdomliga drag. Dit hör användning av dativ, inte bara efter prepositioner utan också efter vissa adjektiv och verb. Fornnordiska diftonger har bevarats i många mål men ändå utvecklats i olika riktning. Exempelvis kan öra i olika nordvästerbottniska dialekter uttalas som bland annat ööyr, ääyr och aajr.
- Skelleftemål

### Sydvästerbottniska mål
Detta dialektområde omfattar Umeälvens dalgång från Umeå upp till Tärna och Sorsele, samt Bygdeå och Holmön. I Lycksele lappmark talas en dialekt som starkt påminner om målen i Umeå, Vännäs och Degerfors (Vindeln). Den tunnas visserligen ut ju närmare man kommer gränsen mot Norge, men ända uppe i Tärna kan man känna igen Umemålets gamla grundstomme. I Sorsele finns inslag av nordvästerbottniska. I de sydvästerbottniska målen finns bevarade diftonger, exempelvis i bein (ben) och ööys (ösa). Detta är ett drag som skiljer dem från ångermanländska Nordmalings- och Bjurholmsdialekterna i söder men förenar dem med de nordvästerbottniska målen i norr. Ett särdrag är att man i de sydvästerbottniska målen vanligen skjuter in ett g mellan den äldre diftongen au och ett efterföljande r eller tjockt l. Ett exempel är ordet öger (stengrund), som i norra Västerbotten heter aur och längre söderut ör.
- Lyckseledialekt

### Övergångsmålen mellanÅngermanlandochVästerbotten
Området omfattar Nordmaling och Bjurholm samt Örträsk. Här finns likheter med dialekterna nolaskogs, exempelvis utveckling av fornnordiskans hv- till gv- (gvit i stället för vit).

### Ångermanländska mål
Området omfattar Ångermanland utom Nordmalings och Bjurholms socknar, som ingår i ett eget område, och dessutom Åsele lappmark. Lappmarksmålen i Åsele och Vilhelmina har till stor del bevarat sin ångermanländska karaktär och dessutom utvecklat den på ett självständigt sätt. Ett undantag är Fredrika socken, som låg vid sidan av invandringsstråken från Ångermanland, vilket ledde till att språket där närmast liknar riksspråk. Dikanäs i Vilhelmina kommun intar en mellanställning gentemot dialekten i Lycksele lappmark.
Området brukar indelas i 
- målen i Åsele lappmark
  - Vilhelminamål
- målen nolaskogs
- målen i Ådalen

### Medelpadsmål
Området omfattar Medelpad utom den västligaste socknen Haverö, där Hogdalsmål talas. Medelpadsmålen är relativt enhetliga i förhållande till andra norrländska landskapsmål. Den viktigaste yttre språkgränsen går i söder, mot Hälsingemålen, där gränsen går för den vokalbalans som är karaktäristisk för norrländska dialekter. Ett drag som skiljer vissa Medelpadsdialekter (exempelvis Indals-Liden och Selånger) från angränsande mål är uttal av såväl kort som långt i och y långt fram ("hårt" eller "dentalt"), det vill säga  Viby-i. I Borgsjö och Torp har y blivit i, medan ö uttalas e-haltigt. Detta drag finns även i Hälsingemål och delar av Härjedalen. Andra drag är gemensamma med dialekterna i Ångermanland, exempelvis tjockt n-ljud efter lång vokal i ord som van och måne. I nordligaste Medelpad märks också ett östjämtskt inflytande.

### Jämtmål
Till Jämtmålen hör dialekterna i Jämtland utom övre Frostvikens socken (det så kallade Lidmålet). I ännu större utsträckning än andra norrländska mål ligger jämtmålen mellan ett östligt och ett västligt kraftfält i fråga om språklig påverkan. Den flerhundraåriga kulturella och språkliga, och senare även politiska, tillhörigheten till Norge innebar att många västliga språkdrag, som utjämnades i de norrländska kustmålen, har levt kvar i jämtskan. Dit hör till exempel vokalismen u i ord som bu (bod) och ku (ko). Ett ålderdomligt språkdrag är förekomsten av diftonger.

### Hogdalsmål
Dessa mål talas i Haverö och Ytterhogdal.

### Hälsingemål
Enligt gängse åsikt går de norrländska bygdemålens gräns mot de uppsvenska målen tvärs över Hälsingland. Landskapet är emellertid ett typiskt övergångsområde. Ur uppsvensk synpunkt finns skäl som talar för att låta gränsen sammanfalla med Hälsinglands sydgräns (genom Ödmården). Ur norrländsk synpunkt finns det å andra sidan skäl att låta den sammanfalla med Medelpads sydgräns, som avgränsar området för den norrländska vokalbalansen.
- Hasselamål
- Forsamål

## Dialekternas förändring
Den ökande rörligheten i samhället har inneburit att de genuina dialekterna har trängts tillbaka, i Norrland precis som på andra håll. Inte desto mindre kvarstår ofta en omisskännlig lokal färgning av språket, både hos dem som talar utjämnad dialekt och hos dem som talar regionalt standardspråk. Förutom karaktäristiska drag i satsintonationen har vissa grammatiska särdrag goda förutsättningar att överleva. Dit hör till exempel infinitivet måsta, presensformer som han gå och han ropa samt oböjd predikativ i en sats som dom ä trött.

## Dokumentation och bevarande
Så gott som varje mindre ort har traditionellt haft sin egen särpräglade dialekt, där de större orterna av naturliga skäl haft större språkinflytande. Hur väldokumenterade olika genuina dialekter är idag beror oftast på en skara lokala entusiasters arbete, vid sidan av en del forskning inom ämnet nordiska språk, till exempel serien 'Svenska Landsmål och svenskt folkliv', av professor J. A. Lundell vid Uppsala universitet, där framför allt landsmålsalfabetet friskt användes från 1910-talet för nedteckning av dialekter. I många områden är de genuina dialekterna så gott som utdöda, medan man i andra har nått närmast officiell språkstatus. Bland några kända bör nämnas jämtska, där barn undervisas i relativt välutvecklade skriftspråk, och en flora av egen litteratur finns både i skrift och som ljudböcker.